# Rio Preto da Eva (localidad)
Rio Preto da Eva es un municipio brasileño del estado de Amazonas, en la región norte del país. Perteneciente a la Mesorregión del Centro Amazonense y la microrregión homónima, donde se encuentra al norte de Manaus, capital del estado, distando de esta cerca de 79 kilómetros. Es uno de los municipios de la región metropolitana de la ciudad de Manaus de acuerdo con estimaciones del instituto brasileño de geografía y estadística (IBGE), su población es de 30 530 habitantes en 2015.

## Historia
La historia del municipio de Rio Preto da Eva está muy vinculada al municipio de Manaus. En la última década del siglo XIX y en las primeras décadas del siglo XX, la región que se encuentra la región metropolitana de la ciudad de Manaus, conoció un notable brote de prosperidad, con el auge de la explotación del caucho, con la parte central de la capital del estado, a la urbanización de la ciudad ganó características europeas, surgiendo edificios grandiosos, como el Teatro Amazonas, el Palacio de Justicia del Amazonas y otros edificios y lugares de lujo. Con el declive económico, la región pasó a vivir una fase de prolongada recesión, invirtiendo la tendencia a partir de la creación de la Zona Franca de Manaus, como reflejo de esta fase de desarrollo, la zona periférica de la capital pasó a ostentar mayor envergadura económica y social. Dando expresión política de esa realidad emergente, la enmienda constitucional nº 12, de 10 de diciembre de 1981, se separó de la capital, a la entonces colonia do Rio Preto da Eva, que con el territorio adyacentes de Itacoatiara y Silves, vino a constituir el municipio autónomo de Rio Preto da Eva, el municipio es una de las nuevas entidades creadas en el estado de Amazonas.

## Geografía
El municipio se encuentra en el estado de Amazonas, en la mesorregión del centro amazónico, que abarca 31 municipios del estado, distribuidos en seis microrregiones, siendo que la microrregión en la que el municipio pertenece es del mismo nombre que reúne dos municipios: Presidente Figueiredo y Rio Preto da Eva. Se encuentra a 79 km al norte de la capital del estado de Amazonas, limita con los municipios de Presidente Figueiredo al norte, Manaus al sur y oeste, Itacoatiara y Itapiranga al este y noreste.